# Université d'État d'Osun
 (avril 2022).
La mise en forme du texte ne suit pas les recommandations de Wikipédia : il faut le « wikifier ».
Les points d'amélioration suivants sont les cas les plus fréquents :
- Les titres sont pré-formatés par le logiciel. Ils ne sont ni en capitales, ni en gras.
- Le texte ne doit pas être écrit en capitales (les noms de famille non plus), ni en gras, ni en italique, ni en « petit »…
- Le gras n'est utilisé que pour surligner le titre de l'article dans l'introduction, une seule fois.
- L'italique est rarement utilisé : mots en langue étrangère, titres d'œuvres, noms de bateaux, etc.
- Les citations ne sont pas en italique mais en corps de texte normal. Elles sont entourées par des guillemets français : « et ».
- Les listes à puces sont à éviter, des paragraphes rédigés étant largement préférés. Les tableaux sont à réserver à la présentation de données structurées (résultats, etc.).
- Les appels de note de bas de page (petits chiffres en exposant, introduits par l'outil «  Source ») sont à placer entre la fin de phrase et le point final[comme ça].
- Les liens internes (vers d'autres articles de Wikipédia) sont à choisir avec parcimonie. Créez des liens vers des articles approfondissant le sujet. Les termes génériques sans rapport avec le sujet sont à éviter, ainsi que les répétitions de liens vers un même terme.
- Les liens externes sont à placer uniquement dans une section « Liens externes », à la fin de l'article. Ces liens sont à choisir avec parcimonie suivant les règles définies. Si un lien sert de source à l'article, son insertion dans le texte est à faire par les notes de bas de page.
- La présentation des références doit suivre les conventions bibliographiques. Il est recommandé d'utiliser les modèles {{Ouvrage}}, {{Chapitre}}, {{Article}}, {{Lien web}} et/ou {{Bibliographie}}. Le mode d'édition visuel peut mettre en forme automatiquement les références.
- Insérer une infobox (cadre d'informations à droite) n'est pas obligatoire pour parachever la mise en page.

Pour une aide détaillée, merci de consulter Aide:Wikification.
Si vous pensez que ces points ont été résolus, vous pouvez retirer ce bandeau et améliorer la mise en forme d'un autre article.
L'université d'État d'Osun est une université nigériane créée par le gouvernement de l'État d'Osun sous l'administration du prince Olagunsoye Oyinlola. L'université exploite actuellement six campus répartis dans les six zones administratives / géopolitiques de l'État.  La Commission nationale des universités du Nigéria a approuvé l'université d'État d'Osun le 21 décembre 2006 en tant que 30e université d'État et 80e du système universitaire nigérian.  Il a ses campus à Osogbo, Ikire, Okuku, Ifetedo, Ipetu Ijesha et Ejigbo qui servent respectivement de campus pour les sciences de la santé, les sciences humaines et la culture, les sciences sociales et la gestion, le droit, l'éducation et l'agriculture.  L'Université d'État d'Osun a tenu sa première cérémonie de convocation en 2011 sous l'administration du gouverneur de l'État Ogbeni Rauf Aregbesola.  L'université avait la réputation de ne pas être impliquée dans la grève nationale de l'ASUU jusqu'à la grève de l'ASUU de 2013 qui a duré plus de cinq mois.  L'université a également une réputation [pas assez précise pour être vérifiée] comme l'une des universités les plus rapides du Nigéria, sur la base du calendrier académique rapide de l'école.

## Collèges facultés ét départements

### Collège d'Agriculture
Département des Sciences Animales
Département d'Économie Agricole et de Vulgarisation
Département d'Agronomie
Département des Pêches et de la Gestion de la Faune

### Collège d'Éducation
Département de l'Éducation Artistique et des Sciences Sociales
Département de l'Énseignement des Sciences, de la Technologie et des Mathématiques
Parcourir tout le Collège

### Collège de la Santé Faculté des Sciences Cliniques
Département de Médecine Communautaire
Département de Médecine
Département d'Obstétrique et de Gynécologie
Département de Pédiatrie
Département d'Ophtalmologie
Département de Psychiatrie
Département de Chirurgie
Département des Sciences Infirmières

### Faculté des Sciences cliniques fondamentales
Département de Pathologie Chimique
Département d'Hématologie
Département d'Anatomie morbide et d'Histopathologie
Département de Pharmacologie
Département de Microbiologie Médicale et Parasitologie

### Faculté des Sciences Médicales Fondamentales
Département d'anatomie
Département de physiologie
Département de biochimie

### Collège des Sciences Humaines et de la Culture
Département d'Histoire et d'Études Internationales
Département de Langues et de Linguistique
Faculté de Droit-Département de Droit

### Collège de Gestion et de Sciences Sociales
Département Comptabilité, Banque et Finance
Département d'Administration des Affaires
Département d'Économie
Département de géographie
Département du Développement des Ressources Humaines
Département de Science Politique
Département de Sociologie et de Criminologie

### Collège des Sciences, de l'Ingénierie et de la Technologie
Département des Sciences Biologiques
Département de Génie Civil
Département de Génie Électrique / Électronique
Département de l'Ingénierie Mécanique
Département des Sciences Géologiques
Département des Sciences Chimiques
Département des Technologies de l'Information et de la Communication
Département des Sciences mathématiques et physiques
Direction de l'Urbanisme et de l'Aménagement du Territoire